# ويليام ر. رويال
ويليام ر. رويال (بالإنجليزية: William R. Royal) هو مهندس مدني ومهندس وعالم إنسان أمريكي، ولد في 16 مارس 1905 في باي سيتي في الولايات المتحدة، وتوفي في 8 مايو 1997.